# Ноћи бугија
Ноћи бугија (енгл. Boogie Nights) је амерички хумористичко-драмски филм из 1997. године, режисера и сценаристе Пола Томаса Андерсона. Радња се одвија у долини Сан Фернандо у Лос Анђелесу и фокусира се на младог перача судова у ноћном клубу који постаје популарна звезда порнографских филмова, пратећи његов успон у златном добу порнографије 1970-их и његов пад током ексцеса 1980-их. Овај филм је експанзија Андерсоновог краткометражног мокументарца Прича о Дирку Диглеру (1988), а главне улоге тумаче Марк Волберг, Џулијана Мур, Берт Ренолдс, Дон Чидл, Џон Рајли, Вилијам Х. Мејси, Филип Симор Хофман и Хедер Грејам.
Филм је премијерно приказан 11. септембра 1997. на Међународном филмском фестивалу у Торонту, а у америчким биоскопима је објављен 10. октобра исте године и побрао је похвале критичара. Био је номинован за три Оскара: за најбољи оригинални сценарио, најбољу споредну глумицу (Џулијана Мур) и најбољег споредног глумца (Берт Ренолдс). Саундтрек филма је такође добио похвале. Сматра се једним од Андерсонових најбољих остварења и једним од најбољих филмова свих времена.

## Радња
Године 1977, Еди Адамс, након што је напустио средњу школу, живи са својим оцем и емоционално насилном мајком у Торансу у Калифорнији. Он ради у једном ноћном клубу у Лос Анђелесу чији је власник Морис Родригез, где упознаје Џека Хорнера, редитеља порно филмова. Заинтересован да уведе Едија у порнографију, Џек га испитује гледајући га како има однос са Ролерком, порно старлетом која увек носи ролшуе.
Након свађе са мајком, Еди се усељава у Џекову кућу у долини Сан Фернандо. Еди себи даје сценско име „Дирк Диглер” и постаје звезда због свог доброг изгледа, младалачке харизме и абнормално великог пениса. Његов успех му омогућава да купи нову кућу, опсежну гардеробу и „такмичарски наранџасти” Chevrolet Corvette из 1977. године. Са својим пријатељом и колегом Ридом Ротшилдом, Дирк даје идеју за серијал акционих порно филмова, који се показује успешним. Он ради и дружи се са другима из порно индустрије, и они живе безбрижним начином живота у касној диско ери 1970-их. Док 31. децембра 1979. присуствује новогодишњој забави у Џековој кући, његов асистент Мали Бил Томпсон налази како га његова развратна жена поново вара. Бил, уморан од константног набијања рогова, убија своју жену и њеног љубавника, након чега изврши самоубиство.
Дирк и Рид почињу редовно да користе кокаин. Због коришћења дроге, Дирк све теже постиже ерекцију, почиње да доживљава насилне промене расположења и постаје огорчен због Џонија Доа, ривалског глумца којег је Џек недавно ангажовао и за кога се Дирк брине да ће га заменити. Године 1983, након свађе са Џеком, Дирк је отпуштен и одлази са Ридом да би започео музичку каријеру заједно са Скотијем, бум оператером који је заљубљен у Дирка. Џек одбија пословни предлог Флојда Гондолија, биоскопског магната који инсистира на смањењу трошкова снимањем на видео, а не на филмској траци, јер Џек верује да ће видео-трака умањити квалитет његових филмова.
Након што је његов пријатељ и финансијер, пуковник Џејмс, ухапшен пошто је малолетницу натерао да се предозира кокаином, као и због тога што је поседовао дечју порнографију, Џек почиње да сарађује са Гондолијем, али постаје разочаран новим послом. У једном новом пројекту Џек и Ролерка би требало да се возе у лимузини, тражећи насумичне мушкарце са којима би она имала секс док би је екипа снимала. Један мушкарац препознаје Ролерку као бившу другарицу из средње школе и након неуспелог покушаја секса, вређа њу и Џека. И Џек и Ролерка га нападају, остављајући га крвавог на тротоару.
Главна порно звезда Амбер Вејвс улази у битку за старатељство са својим бившим мужем. Суд је утврдио да је она неподобна мајка због каријере у порно индустрију, поседовања досијеа и зависности од кокаина. Бак Своуп се жени колегиницом порно глумицом Џеси Сент Винсент, која затрудни с њим. Због своје порнографске прошлости, Баку није дозвољено да узме кредит у банци и он не може да отвори сопствену продавницу стерео опреме. Те ноћи, он се нађе усред пљачке у продавници крофни у којој су убијени службеник, пљачкаш и наоружана муштерија. Бак је једини преживели и бежи са новцем.
Пошто су већину свог новца потрошили на дрогу, Дирк и Рид нису у могућности да плате студију за снимање демо касета за које верују да ће им омогућити да постану музичке звезде. Очајнички у потреби за новцем, Дирк прибегава проституцији, али га тројица мушкараца нападну и опљачкају. Дирк, Рид и њихов пријатељ Тод Паркер покушавају да преваре локалног дилера дроге Рахада Џексона у његовој вили продајући му пола килограма соде бикарбоне уместо кокаина. Дирк и Рид намеравају да оду брзо пре него што Рахадов телохранитељ прегледа робу, али дрогирани Тод покушава да украде још дроге и новца од Рахада. У пуцњави која је уследила, Тод убија Рахадовог телохранитеља и Рахад га убија, док Дирк и Рид за длаку побегну. Дирк се враћа у Џеков дом и они се помире.
Године 1984, Амбер снима телевизијску рекламу за отварање Бакове продавнице, Ролерка се спрема да полаже испит за средњошколску диплому, пуковник Џејмс остаје у затвору, Морис отвара ноћни клуб са својом браћом, Рид изводи магичне трикове у стриптиз клубу, а Џеси рађа Баку сина. Дирк, Џек и Амбер се припремају да поново почну снимање.

## Улоге
| Глумац               | Улога                           |
| -------------------- | ------------------------------- |
| Марк Волберг         | Еди Адамс / Дирк Диглер         |
| Џулијана Мур         | Меги / Амбер Вејвс              |
| Берт Ренолдс         | Џек Хорнер                      |
| Дон Чидл             | Бак Своуп                       |
| Џон Рајли            | Рид Ротшилд                     |
| Вилијам Х. Мејси     | Мали Бил Томпсон                |
| Хедер Грејам         | Бренди / Ролерка                |
| Никол Паркер         | Беки Барнет                     |
| Филип Симор Хофман   | Скоти Џ.                        |
| Луис Гузман          | Морис Родригез / Т. Т. Родригез |
| Филип Бејкер Хол     | Флојд Гондоли                   |
| Томас Џејн           | Тод Паркер                      |
| Роберт Риџли         | пуковник Џејмс                  |
| Роберт Дауни Старији | Берт                            |
| Нина Хартли          | Билова жена                     |
| Мелора Волтерс       | Џеси Сент Винсент               |
| Алфред Молина        | Рахад Џексон                    |
| Рики Џеј             | Курт Лонгџон                    |
| Џоана Глисон         | Диркова мајка                   |
| Лорел Холоман        | Шерил Лин                       |
| Мајкл Пен            | Ник                             |
| Мајкл Џејс           | Џером                           |

## Продукција

### Развој
Филм је базиран на краткометражном мокументарцу под називом Прича о Дирку Диглеру који је Андерсон написао и режирао још у средњој школи. Сам кратки филм је заснован на документарцу Исцрпљен: Џон Си Холмс, Права прича из 1981. године, документарцу о животу легендарног порно глумца Џона Холмса, према коме је Дирк Диглер заснован.
Андерсон је првобитно желео да улогу Едија игра Леонардо Дикаприо, након што га је видео у Кошаркашким дневницима. Дикаприју се свидео сценарио, али је морао да га одбије јер је потписао уговор за улогу у Титанику. За улогу је препоручио Марка Волберга. Дикаприо ће касније изјавити да је пожелео да је прихватио обе улоге. Хоакину Финиксу је такође понуђена улога Едија, али ју је одбио јер није желео да глуми порно звезду. Финикс је касније сарађивао са Андерсоном на филмовима Мастер и Скривена мана. Бил Мари, Харви Кајтел, Ворен Бејти, Алберт Брукс и Сидни Полак су одбили улогу Џека Хорнера, која је припала Берту Ренолдсу. Након појављивања у филму Тешка осмица Самјуел Л. Џексон је одбио улогу Бака Своупа, која је припала Дону Чидлу. Андерсон у почетку није разматрао Хедер Грејам за улогу Ролерке, јер никада није видео да је пристала на голотињу на филму. Међутим, њен агент је позвао Андерсона и питао га да ли она може да дође на аудицију за улогу, коју је и добила. Гвинет Палтроу, Дру Баримор и Тејтум О’Нил су такође биле спремне да прихвате улогу.
Због проблема који су се јавили током објављивања његовог претходног филма, Тешка осмица, Андерсон је имао строге захтеве током снимања Ноћи бугија. У почетку је желео да филм траје више од три сата и да му буде додељена ознака NC-17. Продуценти филма, посебно Мајкл де Лука, наредили су да филм мора да буде или краћи од три сата или да му се додели ознака R. Андерсон није хтео да попусти, рекавши да филм неће бити популаран без обзира на све то. Нису се предомислили, а Андерсон је ознаку R као изазов. Упркос томе, филм је и даље био 20 минута краћи од очекиваног.
Ренолдс се није слагао са Андерсоном током снимања. Након што је видео грубу верзију филма, Ренолдс је наводно отпустио свог агента јер му га је препоручио. Упркос томе, Ренолдс је освојио награду Златни глобус и био је номинован за Оскара за своју улогу. Касније је Андерсон желео да Ренолдс глуми у његовом следећем филму, Магнолија, али овај га је одбио. Ренолдс је 2012. године демантовао гласине да му се филм није свидео, назвавши га „изванредним” и рекавши да његово мишљење о њему нема никакве везе са његовим односом са Андерсоном.

## Објављивање
Филм је премијерно приказан на Међународном филмском фестивалу у Торонту, а приказан је и на Филмском фестивалу у Њујорку, пре него што је објављен у 2 биоскопа 10. октобра 1997. године. Зарадио је 50.168 долара током премијерног викенда. Три недеље касније, проширио се на 907 биоскопа и зарадио 4,7 милиона долара, заузимајући четврто место по заради те недеље. На крају је зарадио 26,4 милиона долара у САД и 16,7 милиона долара на страним тржиштима за укупну зараду од 43,1 милиона долара.

## Пријем
На веб-сајту Rotten Tomatoes, филм има рејтинг одобравања од 94% на основу 77 рецензија, са просечном оценом 8,10/10. Критички консензус сајта наводи: „Утемељен на снажним ликовима, смелим темама и суптилном приповедању, Ноћи бугија је револуционарни филм и за редитеља П. Т. Андерсона, као и за звезду Марка Волберга.” На сајту Metacritic, филм има пондерисану просечну оцену 86 од 100, на основу 28 критичара, што указује на „универзално признање”. Публика коју је анкетирао CinemaScore дала је филму просечну оцену „C” на скали од А+ до F.
Џенет Маслин из новина The New York Times је написала: „Све у вези с Ноћима бугија је занимљиво неочекивано,” иако „екстравагантна дужина филма од 2 сата и 32 минута представља малу тактичку грешку... нема проблема да задржи интересовање... али ова дужина обећава веће идеје него што филм на крају доноси.” Похвалила је Берта Ренолдса за „његов најбољи и најсмешнији наступ последњих година” и додала: „Посебан дар филма је Марк Волберг, који пружа невероватно привлачну представу”.
Роџер Иберт из Chicago Sun-Times-а је приметио:
| „ | Ретки су филмови који су били искрени, чак разочарани, о сексуалности. Филмови за одрасле су овде посао, а не забава или разонода, а једна од чари Ноћи бугија је начин на који приказује свакодневни закулисни живот порнографског филмског стваралаштва... Домет и разноликост ликова могу се поредити са Нешвилом и Играчем Роберта Алтмана. Ту је и нешто исте привлачности Петпарачких прича у сценама које несигурно балансирају између комедије и насиља... Кроз све ликове и сву акцију, Андерсонов сценарио се усредсређује на људске квалитете играча... Ноћи бугија има квалитет од многих сјајних филмова, у томе што увек делује живо. | ” |

Мик Ласал из San Francisco Chronicle-а изјавио је: „Ноћи бугија је први велики филм о 1970-им који је изашао после ’70-их ... У њему су сви детаљи исправни, фиксирајући стилове и музику. Још импресивније, хвата посебан, декадентни гламур деценије... Такође успева у нечему веома тешком: поновном стварању етоса и менталитета једне ере... Пол Томас Андерсон... направио је диван, простран, софистициран филм... Са Ноћима бугија, знамо да не гледамо само епизоде из различитих живота, већ и панораму недавне друштвене историје, приказане смелим, бујним бојама.”
Кенет Туран из Los Angeles Times-а назвао га је: „Запањујућим филмом, али не из очигледних разлога. Да, његова одлука да се фокусира на порнографски бизнис у долини Сан Фернандо 1970-их и 1980-их је сама по себи дрска, али импресивнија је сигурност додира филма, његова способност да буде емпатичан, неосуђујућ и нежно сатиричан, да разуме шта се дешава испод површине овог раскалашног универзума у стилу Нешвила и да то вешто повеже са нама самима... Можда најузбудљивија ствар у вези са Ноћима бугија су лакоћа са којом сценариста-редитељ Андерсон... прави ову сложену мрежу. Прави приповедач, способан да лако комбинује расположења на разигран и одважан начин, он је филмски стваралац кога дефинитивно вреди гледати, како сада тако и у будућности”. У часопису Time Out, Ендру Џонстон је закључио: „Порно амбијент може уплашити неке људе, али Ноћи бугија нуди смех, нежност, терор и искупљење – све што можете да тражите од једног филма. Ово је импресиван и задовољавајућ филм, за који Академији заиста треба петља да препозна.”
Питер Траверс из Rolling Stone-а је рекао: „Овај комад филмског динамита је детонирао Марк Волберг... који је уграбио улогу која ће га пробити и побегао са њом... Чак и када Ноћи бугија скрене са курса док прати своје бизарно идеалистичке ликове у ’80-е... можете осетити страствену посвећеност у сржи овог урнебесног и мучног спектакла. За ово, заслужан је Пол Томас Андерсон... који... постиже лични тријумф проналазећи одсјаје грубог живота у пепелу који је остао после Вотергејта. За сав необуздани секс, оно што је значајно, правовремено и, коначно, пуно наде у вези са Ноћима бугија је начин на који Андерсон доказује да филм може бити немилосрдно искрен и милосрдно хуман у исто време.”
Џин Сискел из Chicago Tribune-а назвао га је „прелепо направљеним” и похвалио глумачку екипу, назвавши Ренолдса „апсолутно усредсређеним и контролисаним својим емоцијама” и рекавши да Волберг „не може бити бољи”. Међутим, он је ублажио своје похвале рекавши: „Ране похвалне критике које су се придавале овом филму сугеришу значај на који ја, међутим, нисам наишао. Све приче о шоу-бизнису су скоро исте: амбиција, слава, дрога, разочарање. Додајте револуцију кућног видеа за ову мешавину и радозналост о величини алатке вундеркинда; убаците неколико актуелних референци као што је безалкохолно пиће Fresca, и имате голе кости приче.” Он је филму дао три и по звездице од могуће четири. Волберг је касније изјавио да је зажалио што је снимио филм, рекавши: „У прошлости сам направио неке лоше изборе”.

### Награде
| Награда                                               | Категорија                                        | Номиновани | Исход          | Реф.          |
| ----------------------------------------------------- | ------------------------------------------------- | --- | -------------- | ------------- |
| Оскар                                                 | Најбољи споредни глумац                           | Берт Ренолдс | Номинација     | [ 31 ]        |
| Оскар                                                 | Најбоља споредна глумица                          | Џулијана Мур | Номинација     | [ 31 ]        |
| Оскар                                                 | Најбољи оригинални сценарио                       | Пол Томас Андерсон | Номинација     | [ 31 ]        |
| Награде Артиос                                        | Најбољи филмски кастинг − комедија                | Кристин Шикс | Освојено       | [ 32 ]        |
| Награде Бостонског друштва филмских критичара         | Најбољи споредни глумац                           | Берт Ренолдс | 2. место       | [ 33 ]        |
| Награде Бостонског друштва филмских критичара         | Најбољи нови филмаџија                            | Пол Томас Андерсон (такође за Тешку осмицу) | Освојено       | [ 33 ]        |
| Британске независне филмске награде                   | Најбољи страни независни филм на енглеском језику | Најбољи страни независни филм на енглеском језику | Освојено       |               |
| Награде БАФТА                                         | Најбољи споредни глумац                           | Берт Ренолдс | Номинација     | [ 34 ]        |
| Награде БАФТА                                         | Најбољи оригинални сценарио                       | Пол Томас Андерсон | Номинација     | [ 34 ]        |
| Награде Удружења филмских критичара Чикага            | Најбољи филм                                      | Најбољи филм | Номинација     | [ 35 ]        |
| Награде Удружења филмских критичара Чикага            | Најбољи редитељ                                   | Пол Томас Андерсон | Номинација     | [ 35 ]        |
| Награде Удружења филмских критичара Чикага            | Најбољи споредни глумац                           | Берт Ренолдс | Освојено       | [ 35 ]        |
| Награде Удружења филмских критичара Чикага            | Најбоља споредна глумица                          | Џулијана Мур | Номинација     | [ 35 ]        |
| Награде Клотрудис                                     | Најбоља споредна глумица                          | Џулијана Мур | Номинација     | [ 36 ]        |
| Филмске награде по избору критичара                   | Најбољи филм                                      | Најбољи филм | Номинација     | [ 37 ]        |
| Награде Удружења филмских критичара Даласа−Форт Ворта | Најбољи филм                                      | Најбољи филм | Номинација     |               |
| Награде Удружења филмских критичара Даласа−Форт Ворта | Најбољи споредни глумац                           | Берт Ренолдс | Освојено       |               |
| Европске филмске награде                              | Међународна награда                               | Пол Томас Андерсон | Номинација     | [ 38 ]        |
| Награде Круга филмских критичара Флориде              | Најбоља споредна глумица                          | Џулијана Мур | Освојено       | [ 39 ]        |
| Награде Круга филмских критичара Флориде              | Најбоља глумачка екипа                            | Најбоља глумачка екипа | Освојено       | [ 39 ]        |
| Награде Златни глобус                                 | Најбољи споредни глумац у филму                   | Берт Ренолдс | Освојено       | [ 40 ]        |
| Награде Златни глобус                                 | Најбоља споредна глумица у филму                  | Џулијана Мур | Номинација     | [ 40 ]        |
| Награде Друштва филмских критичара Лас Вегаса         | Најбољи споредни глумац                           | Берт Ренолдс | Освојено       | [ 41 ]        |
| Награде Круга филмских критичара Лондона              | Филм године                                       | Филм године | Номинација     |               |
| Награде Удружења филмских критичара Лос Анђелеса      | Најбољи споредни глумац                           | Берт Ренолдс | Освојено       | [ 42 ]        |
| Награде Удружења филмских критичара Лос Анђелеса      | Најбоља споредна глумица                          | Џулијана Мур | Освојено       | [ 42 ]        |
| Награде Удружења филмских критичара Лос Анђелеса      | Награда нове генерације                           | Пол Томас Андерсон | Освојено       | [ 42 ]        |
| МТВ филмска награда                                   | Највеће глумачко откриће                          | Хедер Грејам | Освојено       |               |
| МТВ филмска награда                                   | Најбоља плесна секвенца                           | Марк Волберг – „” | Номинација     |               |
| Награде Националног одбора за рецензију филмова       | Топ десет филмова                                 | Топ десет филмова | 7. место       | [ 43 ]        |
| Награде Националног друштва филмских критичара        | Најбољи филм                                      | Најбољи филм | 3. место       | [ 44 ]        |
| Награде Националног друштва филмских критичара        | Најбољи редитељ                                   | Paul Thomas Anderson | 3. место       | [ 44 ]        |
| Награде Националног друштва филмских критичара        | Најбољи споредни глумац                           | Берт Ренолдс | Освојено       | [ 44 ]        |
| Награде Националног друштва филмских критичара        | Најбоља споредна глумица                          | Џулијана Мур | Освојено       | [ 44 ]        |
| Награде Удружења њујоршких филмских критичара         | Најбољи споредни глумац                           | Берт Ренолдс | Освојено       | [ 45 ]        |
| Награде онлајн филмског и телевизијског друштва       | Најбољи драмски филм                              | Пол Томас Андерсон, Лојд Левин, Џон С. Лајонс и Џоен Селар | Номинација     | [ 46 ]        |
| Награде онлајн филмског и телевизијског друштва       | Најбољи редитељ                                   | Пол Томас Андерсон | Номинација     | [ 46 ]        |
| Награде онлајн филмског и телевизијског друштва       | Најбоља глумица у драми                           | Џулијана Мур | Номинација     | [ 46 ]        |
| Награде онлајн филмског и телевизијског друштва       | Најбољи споредни глумац                           | Берт Ренолдс | Освојено       | [ 46 ]        |
| Награде онлајн филмског и телевизијског друштва       | Најбоља споредна глумица                          | Џулијана Мур | Освојено       | [ 46 ]        |
| Награде онлајн филмског и телевизијског друштва       | Најбољи оригинални сценарио                       | Пол Томас Андерсон | Номинација     | [ 46 ]        |
| Награде онлајн филмског и телевизијског друштва       | Најбоља костимографија                            | Марк Бриџиз | Номинација     | [ 46 ]        |
| Награде онлајн филмског и телевизијског друштва       | Најбоља филмска монтажа                           | Дилан Тиченор | Номинација     | [ 46 ]        |
| Награде онлајн филмског и телевизијског друштва       | Најбоља сценографија                              | Боб Зембики и Сенди Страт | Номинација     | [ 46 ]        |
| Награде онлајн филмског и телевизијског друштва       | Најбољи ансамбл                                   | Најбољи ансамбл | Номинација     | [ 46 ]        |
| Награде онлајн филмског и телевизијског друштва       | Галерија славних – филмови                        | Галерија славних – филмови | Укључен        | [ 47 ]        |
| Награде Друштва филмских критичара на мрежи           | Најбољи редитељ                                   | Пол Томас Андерсон | Номинација     | [ 48 ]        |
| Награде Друштва филмских критичара на мрежи           | Најбољи споредни глумац                           | Берт Ренолдс | Освојено       | [ 48 ]        |
| Награде Друштва филмских критичара на мрежи           | Најбољи сценарио                                  | Пол Томас Андерсон | Номинација     | [ 48 ]        |
| Награде ПЕН                                           | Сценарио                                          | Пол Томас Андерсон | Освојено       |               |
| Награде Друштва филмских критичара Сан Дијега         | Најбољи споредни глумац                           | Берт Ренолдс | Освојено       |               |
| Награде Сателит                                       | Најбољи драмски филм                              | Најбољи драмски филм | Номинација     | [ 49 ]        |
| Награде Сателит                                       | Најбољи редитељ                                   | Пол Томас Андерсон | Номинација     | [ 49 ]        |
| Награде Сателит                                       | Најбољи глумац у драмском филму                   | Марк Волберг | Номинација     | [ 49 ]        |
| Награде Сателит                                       | Најбољи споредни глумац у драмском филму          | Берт Ренолдс | Освојено       | [ 49 ]        |
| Награде Сателит                                       | Најбоља споредна глумица у драмском филму         | Џулијана Мур | Освојено       | [ 49 ]        |
| Награде Сателит                                       | Најбољи оригинални сценарио                       | Пол Томас Андерсон | Номинација     | [ 49 ]        |
| Награде Сателит                                       | Најбоља филмска монтажа                           | Дилан Тиченор | Номинација     | [ 49 ]        |
| Награде Сателит                                       | Најбоља глумачка постава у филму                  | Најбоља глумачка постава у филму | Освојено       | [ 49 ]        |
| Награде Удружења филмских глумаца                     | Најбоља глумачка постава у филму                  | Дон Чидл, Хедер Грејам, Луис Гузман, Филип Бејкер Хол, Филип Симор Хофман, Томас Џејн, Рики Џеј, Вилијам Х. Мејси, Алфред Молина, Џулијана Мур, Никол Ари Паркер, Џон Рајли, Берт Ренолдс, Роберт Риџли, Марк Волберг и Мелора Волтерс | Номинација     | [ 50 ] [ 51 ] |
| Награде Удружења филмских глумаца                     | Најбољи споредни глумац                           | Берт Ренолдс | Номинација     | [ 50 ] [ 51 ] |
| Награде Удружења филмских глумаца                     | Најбоља споредна глумица                          | Џулијана Мур | Номинација     | [ 50 ] [ 51 ] |
| Друштво оператера камера                              | Историјски снимак                                 | Енди Шатлворт | Освојено       | [ 52 ]        |
| Награде Друштва филмских критичара Тексаса            | Најбољи споредни глумац                           | Берт Ренолдс | Номинација     |               |
| Награде Удружења филмских критичара југоистока        | Најбољи филм                                      | Најбољи филм | 4. место       | [ 53 ]        |
| Награде Удружења филмских критичара југоистока        | Најбоља споредна глумица                          | Џулијана Мур | Номинација     | [ 53 ]        |
| Награде Стинкерс                                      | Најгори пар на екрану                             | Марк Вахлберг и његов лажни додатак од 13 инча | Номинација     | [ 54 ]        |
| Награде Удружења филмских критичара Торонта           | Најбољи редитељ                                   | Пол Томас Андерсон | Другопласирани | [ 55 ]        |
| Филмски фестивал у Торонту                            | Награда Метро Медија                              | Пол Томас Андерсон | Освојено       |               |
| Награде Удружења турских филмских критичара           | Најбољи страни филм                               | Најбољи страни филм | 8. место       |               |
| Награде Удружења сценариста Америке                   | Најбољи оригинални сценарио                       | Пол Томас Андерсон | Номинација     | [ 56 ]        |